# Delta Burke
Delta Ramona Leah Burke (Orlando, Florida; 30 de julio de 1956) es una actriz de cine, televisión y teatro estadounidense. También se ha desempeñado como productora y escritora. Entre 1986 y 1991, interpretó a Suzanne Sugarbaker en la serie de la cadena CBS Designing Women, papel por el que fue nominada a dos premios Emmy.
Otras apariciones en televisión incluyen Filthy Rich (1982–83), Delta (1992–93), Women of the House (1995) y DAG (2000–01). Ha producido y protagonizado películas para televisión, apareciendo en la película What Women Want (2000) y teniendo un rol recurrente en la serie de drama Boston Legal (2006–07). También ha protagonizado producciones teatrales en Broadway como Thoroughly Modern Millie (2003) y Steel Magnolias (2005).

## Filmografía

### Cine y Televisión
- 1978 - Zuma Beach
- 1979 - Charleston
- 1979 - A Last Cry for Help
- 1979 - The Chisholms
- 1979 - The Seekers
- 1980 - The Misadventures of Sheriff Lobo
- 1981 - Nero Wolfe
- 1981 - The Fall Guy
- 1982 - Rooster
- 1982 - The Fall Guy
- 1982–1983 - Filthy Rich
- 1983 -	Johnny Blue
- 1983 - Fantasy Island
- 1983 - Murder Me, Murder You
- 1983 - Gun Shy
- 1983 - Remington Steele
- 1983–1984 - The Love Boat
- 1984 - Automan
- 1984–1988 - 1st & Ten
- 1985 - Who's the Boss?
- 1985 - A Bunny's Tale
- 1986 - Hotel
- 1987 - Simon & Simon
- 1988 - Where the Hell's That Gold?!
- 1986–1991 - Designing Women
- 1991 - Saturday Night Live
- 1991 - Love and Curses... And All That Jazz
- 1992 - Day-O
- 1992–1993 - Delta
- 1994 - The Mighty Jungle
- 1994 - Diagnosis: Murder
- 1994 - Women of the House
- 1996 - A Promise to Carolyn
- 1996 - Maternal Instincts
- 1996 - Lois & Clark: The New Adventures of Superman
- 1996 - Promised Land
- 1997 - Melanie Darrow
- 1998–1999 - Any Day Now
- 2000 - Sordid Lives
- 2000 - What Women Want
- 2000–2001 - DAG
- 1996–2001 - Touched by an Angel
- 2001 - Dangerous Child
- 2002 - St. Sass
- 2002 - Family Law
- 2002 - Hansel & Gretel
- 2003 - Going for Broke
- 2003 - Good Boy!
- 2006 - The Year Without a Santa Claus
- 2006–2007 - Boston Legal
- 2007 - The Wedding Bells
- 2008 - Bridal Fever
- 2009 - Drop Dead Diva
- 2012 - Counter Culture

## Libros
- Delta Style: Eve Wasn't a Size 6 and Neither am I (1998, Editorial St. Martin ;ISBN 0-312-15454-2)